# Vilufushi
Vilufushi är en ö i Kolhumaduluatollen i Maldiverna.  Den ligger i administrativa atollen Thaa atoll, i den centrala delen av landet, 185 km söder om huvudstaden Malé.